# JLS Revealed
JLS Revealed este un documentar realizat pentru televiziune despre formația britanică JLS. Realizat de studiurile ITV și difuzat pentru prima dată de postul ITV 2 pe data de 7 noiembrie 2010 la ora 10:30pm, imediat după emisiunea adiacentă a The X Factor — The Xtra Factor. Programul urmărește povestea grupului muzical din momentul în care au câștigat locul secund în cadrul emisiunii-concurs The X Factor și până la revenirea lor pe scena competiției în noiembrie 2009 pentru a-și promova înregistrarea „Everybody in Love”. Documentarul a fost narat de Gemma Cairney și produs de Emyr Afan, Serena Bird și Catrin Mair Thomas. Documentarul a fost urmat și de un spectacol special în anul următor — This Is JLS — care a fost difuzat în decembrie 2010.
Programul a atras un număr restrâns de telespectatori, fiind urmărit în medie de puțin peste 440.000 de telespectatori, la o cotă de piață de 2,9%, o scădere semnificativă față de interesul stârnit de emisiunea ce l-a precedat, care s-a bucurat de atenția a peste un milion de persoane (la o cotă de piață de 5,1). De asemenea, propriul spectacol al grupului din 2010 a înregistrat audiențe de peste 2,58 milioane de telespectatori.

## Informații generale
Primele informații cu privire la program au fost date publcității în luna octombrie a anului 2009, cu câteva zile înaintea primei difuzări. În cadrul raportului oficial publicat și de Digital Spy a fost dezvăluit numele viitorului documentar (JLS Revealed) și data de difuzare — 7 noiembrie 2009. Producția a fost difuzată pe postul de televiziune ITV2 la ora 10:30pm, imediat după emisiunea adiacentă a The X Factor — The Xtra Factor. Programul urmărește povestea formației din momentul în care au părăsit competiția The X Factor și până în momentul întoarcerii lor în cadrul concursului pentru a interpreta șlagărul „Everybody in Love”. De asemenea, grupul a fost filmat în perioada în care cei patru interpreți au semnat un contract cu Epic Records, au promovat discul single „Beat Again”, au filmat primele două videoclipuri și au fost prezenți la gala premiilor MOBO din anul 2009. JLS Revealed prezintă și o secvență în care formația este consiliată la nivel vocal de Pricilla Jones-Campbell, care își exprimă și opiniile cu privire la grupul muzical. Documentarul a fost narat de Gemma Cairney și produs de Emyr Afan, Serena Bird și Catrin Mair Thomas. Documentarul a fost urmat și de un spectacol special în anul următor — This Is JLS — care a fost difuzat în decembrie 2010, care a beneficiat și de prezența interpretei australiene Kylie Minogue.

## Participanți
| - Jonathan „JB” Gill (JLS) - Marvin Humes (JLS) - Aston Merrygold (JLS) | - Oritsé Williams (JLS) - Pricilla Jones-Campbell |

## Recepția
Programul nu a atras interes din partea criticilor de specialitate sau a publicațiilor importante din Irlanda sau Regatul Unit. Cu toate acestea, website-ul Zimbo.com a prezentat un scurt material descriptiv al programului, editorul fiind de părere că „«documentarul» a intrat în culise urmărindu-i pe băieți... practic în timp ce se schimbau dintr-o ținută în alta și împărtășeau numeroase confesiunii televizate, fără tricouri pe ei”. Programul a atras un număr de aproximativ 441.000 de telespectatori, având o cotă de piață de doar 2,9%, lucru ce reprezintă o ușoară scădere față de programul difuzat anterior de ITV 2 — The Xtra Factor, care s-a bucurat de atenția a peste 1,08 milioane de telespectatori (acumulând o cotă de piață de 5,1%). De asemenea, spectacolul televizat difuzat la un an distanță de ITV 1 (This Is JLS) ce i-a avut în prim plan tot pe cei patru interpreți ai formației a fost vizionat de peste 2,58 de milioane de persoane (câștigând totodată o cotă de piață de 10,8%), fiind însă devansat de Strictly Come Dancing găzduit de BBC 1 și difuzat în același interval orar, care a acumulat un total de 10,58 de milioane de telespectatori alături de o cotă de piață de 43.1%.

## Personal
- Sursă:[2]

| - Gemma Cairney (narator) - Emyr Afan (producător executiv/regizor) - Serena Bird (producător executiv/regizor) - Catrin Mair Thomas (producător) - Louise Scott (secretară de producție) - Mair Afan (șef al administrației) - Eirlys Hathcher (șef de producție) - Ian Davies (dublare) - Stuart Hall (sunet) - Chris Lebert (sunet) - Annie Needham (sunet) - Wil Plantizer (sunet) - Gareth Meirion Thomas (sunet) - Allan Young (sunet) - Billy Campbell (filmare) - Robin Fox (filmare) | - Paul Hawkins (filmare) - Mike Harrison (filmare) - Chris Kenny (filmare) - John McDowell (filmare) - Mark Regan (filmare) - Chad Wilson (filmare) - Ray Marlow (filmare) - Androo Gwynn (editor) - Frances Adie (filmare adițională) - Kim Chapman-Wiersma (filmare adițională) - Harry Magee (Modest Management) - Richard Griffiths (Modest Management) - Phil McCaughan (Modest Management) - Murray Rose (Epic Records) - Jo Charrington (Epic Records) - Thomas Paul (Epic Records) |